# アカバネウイルス
アカバネオルソブニヤウイルス (英: Akabane orthobunyavirus)は、反芻類における中枢神経系の先天性異常を引き起こす節足動物媒介性ウイルス。

## 背景

### ウイルス
アカバネウイルスとアイノウイルスがあり、両方ともアルボウイルスであり、先天性欠陥の発生に関与する。アカバネウイルスの名称は最初に発見された日本の群馬県赤羽村（現:館林市）に由来する。両方のウイルスは一般にアカバネウイルスとして扱われる。

### 疾病
アカバネウイルスは成獣、幼獣いずれにもほとんど臨床症状を引き起こさない。このウイルスは胎児に影響を与えるが、発病に至る状況をまとめると以下の通りとなる。1.妊娠中の母胎が以前このウイルスと接触した経験を持たず、免疫のない状態で感染したときに　2.ウイルスは胎盤を通じて胎子に感染する。とりわけ中枢神経系を侵すことで種々の障害を引き起こす。発症した子牛は視力を失うこともあり、また授乳、歩行、群行動の学習などにも支障をきたす。このウイルスはスイギュウ、ラクダ、ウマ、ヒツジ、ヤギ、イヌを含む他の動物に感染する可能性もある。これらの動物のうちスイギュウ以外では発病が一般に確認されておらず、感染しても重大な事態は引き起こさないものと考えられる。

### 感染
アカバネウイルスによる感染症と戦うためには伝播経路を知る必要がある。アカバネウイルスによる動物の感染症はオーストラリア地区に多く認められ、伝播経路はヌカカ科の小昆虫であるオーストラリアヌカカ"Culicoides brevitarsis"による吸血である。実際に小昆虫からアカバネウイルスが検出されており、C. brevitarsisはこの疾病の拡大の原因である。通常、この小昆虫はオーストラリア地区に分布し、免疫によりこの疾病による症状を示さない。適切な気候条件（温かい湿気の多い夏）にウイルス媒介昆虫は感受性動物に感染を広げる。もし、ウシが初感染であった場合には分娩季節に疾病を示す可能性がある。

### 診断と治療
診断は臨床症状と血液内の抗体の証明により可能であり、ウイルスの分離は免疫蛍光法やPCR法を用いて試すことが可能である。アカバネ病の治療は他の多くのウイルス病と同様に実用的ではない。軽症例では治癒するが、稀に重篤となる。通常は感染牛は処分される。
ワクチン接種は病気の蔓延を制御する目的で使用されている。可能であれば節足動物の移動管理が望ましいが、多くの場合その実行は困難である。

### 結論
アカバネ病は、C. brevitarsisが不定期に飛来する地域で重視される疾病である。オーストラリアにおいてブルータング病が発生した場合には、昆虫媒介感染症であるブルータング病の媒介者ともなりうるC. brevitarsisの分布や生存状況を知る有用な手段となる。

## 発生例
ニューサウズウェールズ北東部を含むオーストラリア北部では、ほとんど全ての牧畜業者が関節拘縮や中枢神経系の障害とみられる症例など、先天異常を持つ仔牛の出産を経験している。そのうち遺伝的原因や妊娠期間中の事故など、感染症以外の原因によるものの割合はわずかである。
2011年にヨーロッパで新型オルソブニアウイルスが流行した。このウイルスは当初ドイツのシュマレンベルク近郊で分離検出され、非公式にシュマレンベルクウイルス(SBV)と名付けられた。SBVは、アカバネウイルスおよびアイノウイルスと同群にあたるオルソブニヤウイルス属のSimbu血清群に属しており、とりわけアカバネウイルスとシャモンダウイルスに遺伝子的に近縁とされている。